# RS-82 (família de foguetes)

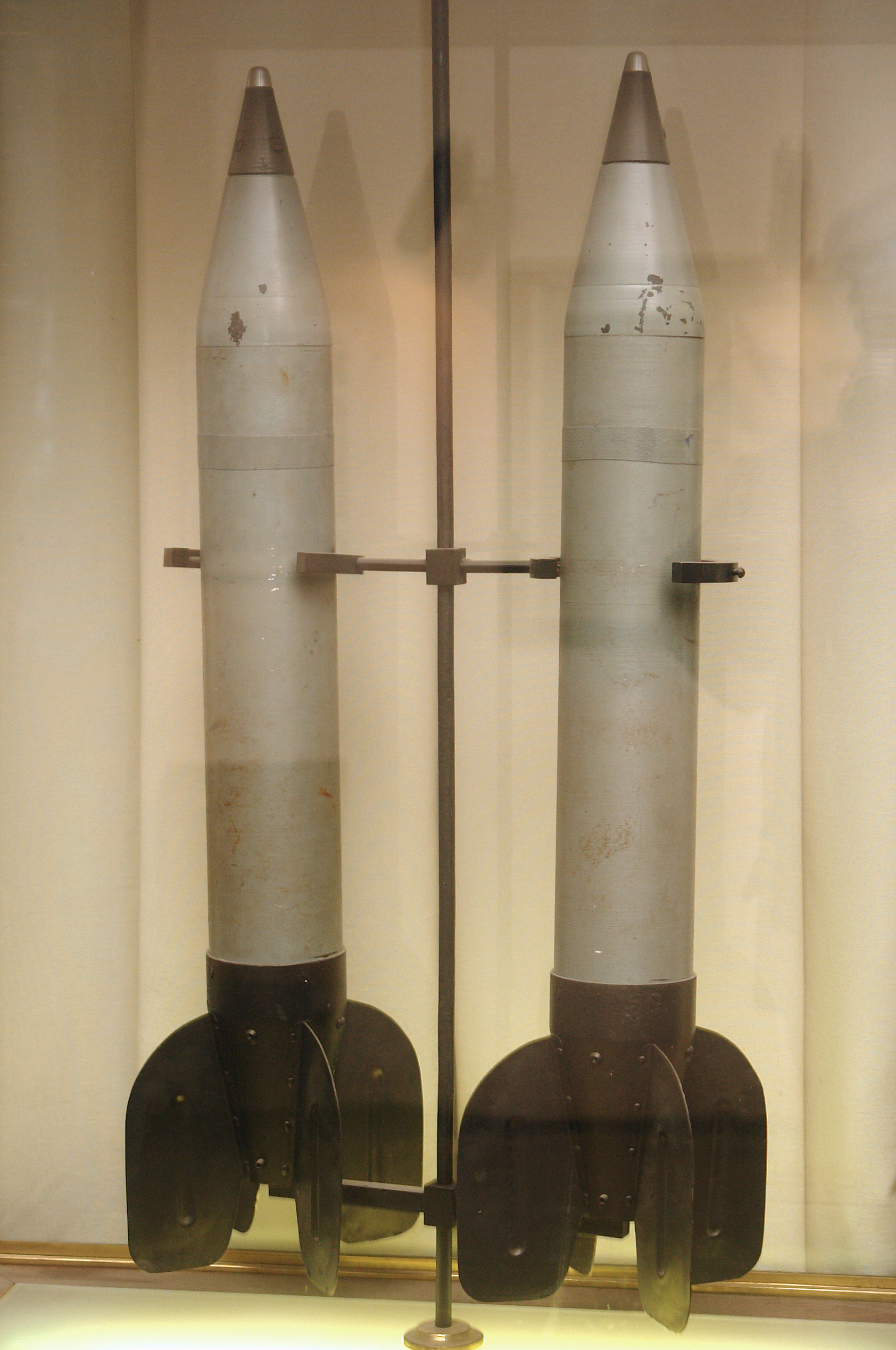
Um par de foguetes RS-82 no museu de São Petersburgo.

RS-82 e RS-132 (Reaktivny Snaryad; em russo: Реактивный Снаряд; Projétil Foguete) eram foguetes não guiados, usados pela União Soviética em seus aviões militares na Segunda Guerra Mundial.

## Características
O RS-82 e o RS-132 usavam pólvora sem fumaça como combustível, foram usados tanto como foguete ar-ar como ar-superfície. Desenvolvidos na URSS entre 1929 e 1937, foram amplamente utilizados durante a "Grande Guerra Patriótica". Na sequência do desenvolvimento do RS-82 e do RS-132 vieram os foguetes M-8 e M-13, e também os BM-8 e BM-13, todos voltados para veículos lançadores de multiplos foguetes.